# Fataga
Fataga est un village situé dans la commune de San Bartolomé de Tirajana sur l'île de Grande Canarie en Espagne. Il est notamment visité par les touristes pour ses maisons typiques. Une ravine (barranco) portant le même nom, est située à proximité.

## Galerie

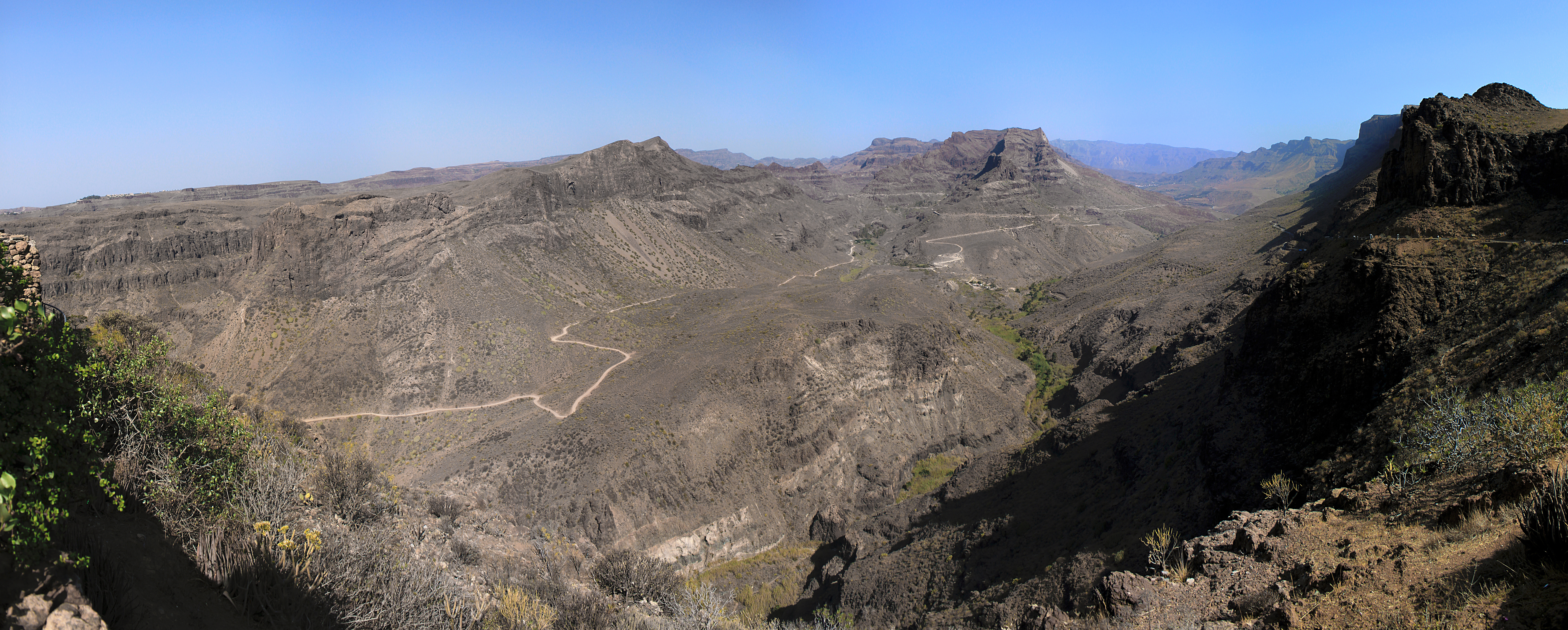
Barranco de Fataga.
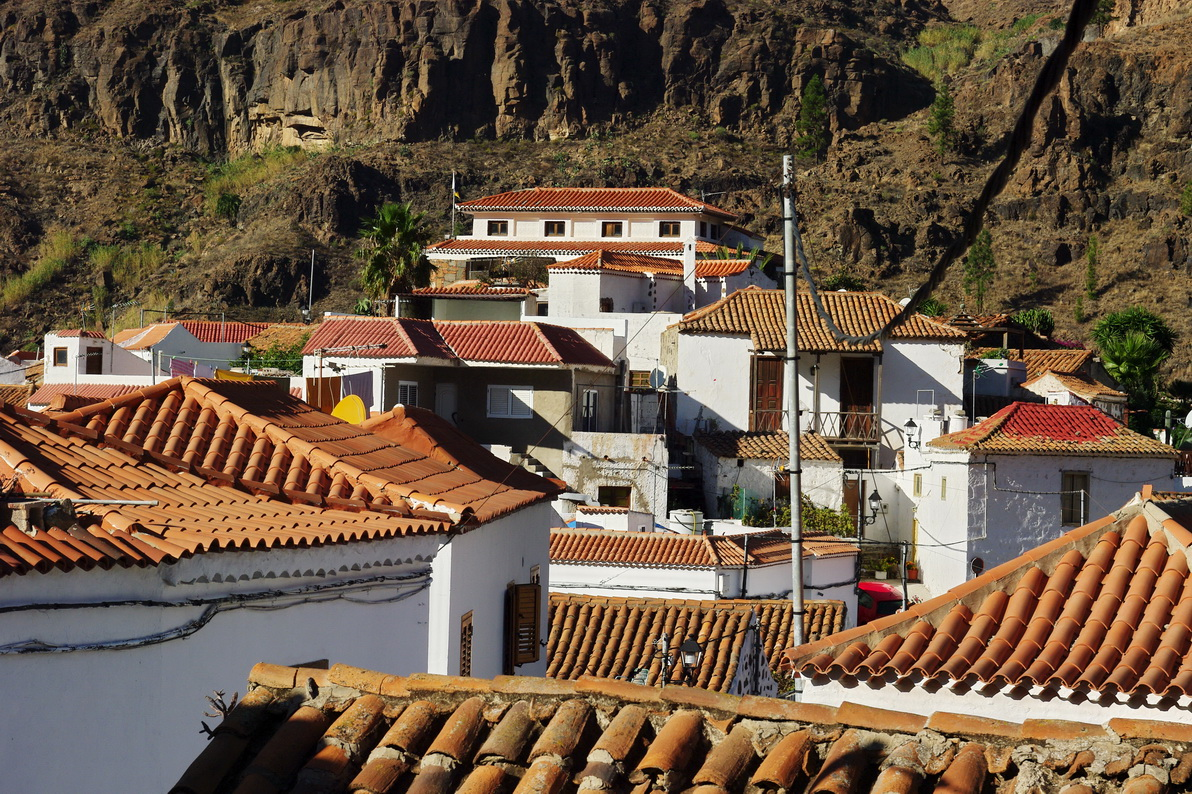
Autre vue du village.

### Sources
- (en) Cet article est partiellement ou en totalité issu de l’article de Wikipédia en anglais intitulé « Fataga » (voir la liste des auteurs).